# Партизанское движение в Эстонии во время Великой Отечественной войны
Советское партизанское движение в Эстонии — партизанское движение против немецких оккупантов и их союзников на территории Эстонской ССР в 1941—1944 годах. Составная часть советского партизанского движения на оккупированной территории СССР.

## История
В начале июля 1941 года наступающие немецкие войска группы армий «Север» вышли к южной границе Эстонской ССР.
10 июля 1941 года было опубликовано обращение ЦК КП(б)Э и СНК ЭССР к населению Эстонии с призывом к партизанской борьбе с немецкими оккупантами.
11 июля 1941 года был создан республиканский Комитет обороны ЭССР, в состав которого вошли Н. Г. Каротамм, председатель СНК ЭССР И. Г. Лауристин и Б. Г. Кумм.
18 июля 1941 года было принято постановление ЦК ВКП(б) «Об организации борьбы в тылу германских войск», в соответствии с которым ЦК КП(б)Э образовал нелегальный партийный центр и активизировал подготовку кадров для ведения подпольной и партизанской деятельности на оккупированной территории республики.
5 августа 1941 года немецкие войска вышли на дальние подступы к Таллину, а к 5 сентября 1941 года — полностью оккупировали материковую часть Эстонии (хотя оборонительные бои за острова продолжались до 2 декабря 1941 года).
Подпольная и партизанская деятельность на территории Эстонии начиналась в тяжелых условиях, но и в дальнейшем её развитие осложняли следующие обстоятельства:
- гибель многих партийных активистов и сторонников Советской власти в первые недели и месяцы войны;
- эвакуация во внутренние районы СССР более 60 тыс. жителей[6], в основном, дружественно настроенного населения, что уменьшило количество сторонников советской власти на оккупированной немцами территории республики;
- вследствие недостатка времени на подготовку, личный состав сформированных летом-осенью 1941 года партизанских отрядов и подпольных организаций практически не имел опыта работы в условиях конспирации, навыков партизанской и диверсионной деятельности — что привело к тяжелым и неоправданным потерям, а также невысокой эффективности их действий;
- обеспеченность оружием, снаряжением, печатной техникой была недостаточной, не была подготовлена система снабжения отрядов (в результате, партизанам приходилось тратить значительные усилия на поиск оружия и боеприпасов, самообеспечение продуктами питания и тёплой одеждой…);
- практически отсутствовали средства радиосвязи, что не позволяло наладить обмен информацией с руководством и вести разведывательную деятельность;
- отсутствие больших лесных массивов, значительное количество хуторов, развитая сеть автомобильных дорог и телефонной связи на территории республики облегчало проведение антипартизанских мероприятий и осложняло деятельность крупных партизанских отрядов;
- активная деятельность коллаборационистов на территории республики…

## Организационная структура
По партийной линии, общее руководство партизанским движением на территории Эстонии осуществляли Н. Г. Каротамм, Х. Арбон, Э. Кадакас, Н. Руус, М. Китсинг.
23 июля 1941 года был создан республиканский штаб по руководству партизанским движением в Эстонии, который первоначально возглавил Ф. В. Окк (позднее его сменил Херман Роог), в состав штаба вошли также Херман Арбон, Артур Ваха и Освальд Тууль.
При отступлении советских войск летом 1941 года для организации партизанского движения в Эстонии было оставлено 800 человек.
- так, в Вируском уезде была оставлена подпольная организация, которой руководили секретарь уездного комитета партии Альфред Штамм, В. Соо и О. Раус. Группа развернула деятельность, но в конце августа 1941 года была выявлена немцами. А. Штамм и О. Раус погибли в перестрелке, а бывшая с ними подпольщица С. Харкманн была схвачена и расстреляна немцами. В другой стычке погиб и В. Соо[2].
- в Вируском уезде осталась также партизанская группа, которой руководили Херман Роог и Освальд Тууль. Партизаны оборудовали лесную базу в районе деревни Вийвиконна, начали действовать, но вскоре были выявлены. X. Роог и О. Тууль были схвачены и расстреляны[2].
- в Нарве до захвата города была создана молодёжная организация, в которой состояло около 15-20 человек, главным образом учащиеся. Организацию возглавлял сначала коммунист А. Кустов, после его гибели 9 сентября 1941 года — комсорг 2-й средней школы Нарвы А. Федоров, а после его гибели — Н. Кочнев[2].
- в конце августа 1941 года, при отступлении советских войск из Таллина в городе была оставлена подпольная организация, которой руководил комсомолец В. Пийрсоо, практически все её участники погибли[10]
- на острове Сааремаа была создана подпольная организация, которой руководили Александр Муй, А. Кууль, В. Рийс и И. Метс[2].
- весной 1942 года в Тарту начала деятельность подпольная группа, которой руководил Калью-Пеэтер Ундриц, её участники занимались саботажем и начали выпуск листовок[11].
- весной 1942 года в Кивиыли начала деятельность подпольная группа, которой руководил шахтёр Ю. Черонко[11] (сначала 12 человек, затем — 15, позднее количество подпольщиков увеличилось)[2].

С целью запугать население и воспрепятствовать развитию антинемецкой деятельности, уже 12 января 1942 года на территории рейхскомиссариата "Остланд" рейхсминистр по делам восточных территорий А. Розенберг создал "чрезвычайные суды", которые состояли из полицейского офицера и двух подведомственных ему полицейских, выносившие смертные приговоры и решения о конфискации имущества.
1 июля 1942 года бюро ЦК КП(б)Э было принято решение о создании на оккупированной территории Эстонии трёх партийных подпольных центров:
- в северной части республики (Вируский, Харьюский и Ярваский уезды, города Таллин и Нарва)[2]
- в южной части республики (Пярнуский и Ляанеский уезды и острова)[2]
- в западной части республики (остальная часть республики)[2]

Уполномоченным ЦК КП(б) Эстонии в северной Эстонии стал Оскар Салль, в южной Эстонии — Тармо Тальви, в западной Эстонии — Яан Калу.
В сентябре 1942 года организаторская группа Т. Тальви перешла линию фронта и начала действовать в северо-восточной и юго-восточной части Выруского уезда Эстонии.
Осенью 1942 года в районе Кивиыли начала действовать подпольная группа А. Суйтса, состоявшая из десяти человек. Её центром стал хутор Н. Локотара в деревне Тоомика. 9 июня 1944 года Александр Суйтс, Бернхардт Кентем, Айно и Нигулас Локотары были арестованы и после пыток — расстреляны.
3 ноября 1942 г. вышло постановление ГКО СССР «О партизанском движении в Эстонской ССР», где определялись цели и задачи партизанского движения в Эстонии. В этот же день, 3 ноября 1942 года был создан Эстонский штаб партизанского движения.
В 1943 году советское партизанское движение в Эстонии активизируется, в Пярнумаа начал действовать отряд под командованием Ильмара Юриссона, в Вырумаа — отряд А. Калласте, в Петсеримаа — отряд Л. Мятинга.
В 1943 году на территории Эстонии действовали 230 эстонских советских партизан, к началу 1944 года их количество увеличилось до 900.
В целом, на территории Эстонии действовали 3 бригады, 6 отрядов и 54 боевых групп советских эстонских партизан общей численностью 1500 человек.
С учётом разведывательных и разведывательно-диверсионных групп армейской разведки и НКВД, в 1941—1944 гг. на территории Эстонии действовали 3 партизанские бригады, 10 отрядов и 60 боевых, разведывательных и разведывательно-диверсионных групп различной ведомственной принадлежности. С учётом невооружённых активистов и помощников (разведчики, связные, распространители листовок, «снабженцы»…), общая численность участников подпольной и партизанской деятельности на территории Эстонии оценивается в 7 тыс. чел..
В 1941—1944 годы советские партизаны и подпольщики уничтожили 3300 оккупантов и их пособников (в том числе, 47 старших офицеров и двух генералов), разгромили 10 гарнизонов, организовали крушение 11 эшелонов (при этом, было выведено из строя 11 паровозов и 139 вагонов), подорвали и сожгли 34 шоссейных и железнодорожных моста, 13 складов (в том числе, 7 военных складов с вооружением, снаряжением и продовольствием), 8 бензоцистерн (при этом, было уничтожено 159 тонн горючего и нефтепродуктов) и ряд иных объектов, вывели из строя 116 паровозов, 6 самолётов, 9 единиц бронетехники, 195 автомашин, 5,4 км железнодорожного полотна и 44,9 км телефонных линий, уничтожили и вывели из строя 14 миномётов, 33 пулемёта и 560 винтовок.
Кроме того, были захвачены 16 автомашин, 14 мотоциклов, 12 миномётов, 15 противотанковых ружей, 43 пулемёта, 387 винтовок, 142 единицы иного огнестрельного оружия (автоматов, пистолетов и револьверов), 6 радиостанций, 64 300 патронов и 64 лошади.
В заключительный период оккупации партизаны и подпольщики провели значительный объём работ, направленных на срыв мобилизационных мероприятий, вывоза из Эстонии в Германию населения, оборудования и материальных ценностей, разрушения производственных предприятий, зданий и сооружений. В частности, в результате саботажа и открытого вооружённого противодействия при поддержке со стороны рабочих и местных жителей были сохранены от разрушения ряд объектов в Таллине (таллинская электростанция, таллинская газовая фабрика, таллинский городской водопровод, машиностроительный завод «Пунане Крулль», машиностроительный завод «Ильмарине», электромеханический завод «Вольта», завод металлоизделий «Пионер» и городской водопровод), целлюлозная фабрика в Кехра, текстильная фабрика в Синди, комбинат в Ярваканди, шахта «Убъя» в уезде Выру (из которой шахтеры вынесли взрывчатку), Кохилаская бумажная фабрика (19 сентября 1944 года здесь была полностью уничтожена команда «факельщиков», имевшая задание взорвать фабрику) и ряд иных предприятий.
За участие в антифашистской борьбе в подполье и партизанских отрядах на территории Эстонии советскими правительственными наградами были награждены свыше 500 граждан СССР, два человека — Леэн Кульман и Владимир Фёдоров — стали Героями Советского Союза (посмертно), орденом Ленина были награждены ещё пятеро: Эдуард Аартеэ, Арно Аварсоо, Ильмар Юриссон, Рихард Мельтс и Роланд Валькман.
Подпольная и партизанская деятельность на территории Эстонии проходила в тяжелых условиях: в общей сложности, за время оккупации были убиты гитлеровцами, а также были арестованы и погибли в концлагерях и тюрьмах 5600 партизан, подпольщиков и членов их семей.

## Деятельность
Основными формами деятельности подпольных организаций было ведение агитации, участие в разведывательной деятельности, саботаж и организация диверсий. Партизанские отряды совершали диверсии и вооружённые нападения на противника.

### Организационная деятельность
- попавший в плен капитан-лейтенант А. М. Добрянский, в июле 1942 года давший согласие работать на немецкие спецслужбы и назначенный инструктором в немецкую разведывательную школу в Кейла-Йоа, создал в ней подпольную организацию в составе которой насчитывалось 12 человек. Участники группы по мере возможности срывали разведывательные мероприятия немцев. В марте 1944 года заброшенная на советскую территорию немецкая разведгруппа, в составе которой было два курсанта-участника организации, добровольно сдалась советским органам государственной безопасности. В марте 1944 года организация была раскрыта немецкими контрразведывательными органами[23].
- осенью 1942 года в немецкой разведывательной школе Леэтсе (недалеко от Палдиски) немецкими контрразведывательными органами была раскрыта ещё одна группа из семи курсантов, готовивших переход к советским органам государственной безопасности после выброски на советскую территорию[24].
- в одной из немецких воинских частей в Таллине коммунист Ф. Бен (немец по национальности) создал подпольную организацию из восьми военнослужащих. Организация установила связь с действовавшими под Нарвой советскими партизанами, передавала им информацию разведывательного характера, распространяла сводки Совинформбюро среди солдат[2], но была выявлена и разгромлена противником, Ф. Бен был расстрелян 6 января 1944 года[25]

### Помощь советским военнопленным
- в период с мая по сентябрь 1944 года подпольщики из числа рабочих сланцевого бассейна в районе Кивиыли организовали побег четырёх групп советских военнопленных (группы летчика Боткина, моряка А. Белова, моряка А. Бобкова и группа И. Ботяева), из них был создан партизанский отряд С. Парамонова[26]

### Боевые операции, диверсии и саботаж
- 31 июля 1941 года начальник немецкого генерального штаба сухопутных войск генерал-полковник Ф. Гальдер отметил в дневнике: «Эстония. Группы противника, действующие в нашем тылу, совершили несколько налетов на наши войска и коммуникации»[27]
- 28 августа 1941 года эстонские партизаны совершили налёт на гарнизон в Варе[28]
- в сентябре 1941 года в районе Тарту эстонские партизаны атаковали штаб немецкой части[28]
- летом-осенью 1941 года эстонские партизаны совершили 8 нападений на немецкие транспортные автоколонны, в результате которых были сожжены 11 автоцистерн с бензином, 12 автомашин со снарядами и 4 автомашины с обмундированием[28]
- в апреле 1942 года активисты молодёжной подпольной организации, действовавшей в Нарве под руководством Н. Кочнева, взорвали склады в Усть-Нарве[2].
- 17 сентября 1943 года эстонский партизанский отряд Э. Аартеэ в рамках участия в операции «Рельсовая война» установил на рельсы железной дороги Луга — Псков и взорвал 96 пакетов взрывчатки[29]
- 21 октября 1943 года подпольщики Александр Суйтс и Бернхардт Кентем взорвали железнодорожное полотно между Кивиыли и Сонда[2]
- в ночь на 22 октября 1943 года подпольная группа, действовавшая в городе Кивиыли, заминировала эшелон с горючим, который взорвался на перегоне между станциями Сонда и Кабола[2][30].
- 26 октября 1943 года подпольщики Я. Лейнус и А. Кооди разрушили железнодорожный мост между Пярну и Килинги-Нымме[2]
- 25 июля 1944 года подпольщики взорвали минный склад в порту Таллина, при взрыве получили повреждения два транспорта, пришвартованные у причалов[30].

На Таллинской фанерно-мебельной фабрике (которая была введена в строй под наименованием «фабрика Лютера») немецкая заводская администрация отмечала низкую производительность труда рабочих, умышленное изготовление брака, плохое выполнение производственных заданий и случаи саботажа (исчезновение кожаных приводных ремней с трансмиссий станков). В результате, приказ от 16 декабря 1941 года начать на фабрике производство авиафанеры для рейхсминистерства авиации остался не выполнен, в период оккупации фабрика выпускала мебель и упаковочные ящики. 23 февраля 1944, в день Красной Армии, подпольщики подожгли фанерный цех фабрики, в результате пожара были сожжены все станки.
В отчётах СД и полиции безопасности зафиксированы также диверсии и акты саботажа на железнодорожном транспорте: «с начала 1943 года на железнодорожном транспорте участились случаи похищения тормозных рукавов товарных вагонов. В нескольких случаях это было сделано эстонскими железнодорожными служащими. В другом случае были задержаны два заключенных таллинского исправительно-трудового лагеря, которые засыпали песок в буксы товарных вагонов, чтобы вызвать тем самым перегревание осей».
В 1944 году, во время боёв за освобождение Эстонии от немецких войск, советские эстонские партизаны оказывали непосредственную помощь советским войскам, а в дальнейшем — продолжили воевать в рядах вооружённых сил.

### Печатные издания и иные формы агитации
Советское руководство придавало большое значение работе с населением оккупированных территорий и противодействию пропаганде противника. Уже в начальный период оккупации начался выпуск и распространение листовок, воззваний и сводок Совинформбюро (как правило, написанных от руки).
- так, в сентябре 1942 года немцами была раскрыта студенческая подпольная организация в Тартуском университете (8 чел.), участники которой выпускали антифашистские листовки и предприняли попытку купить оружие[34].

С сентября 1941 года для населения Эстонии начались радиопередачи на эстонском языке из Москвы и Ленинграда (в среднем, по 2-3 передачи в неделю).
В соответствии с приказом наркомата обороны «О газетах для населения оккупированных советских областей» в марте 1942 года был начат выпуск газеты «Рахва Хяэль» («Голос народа») тиражом 25 тыс. экз. Также, на территории СССР для Эстонии выпускались газеты «Советская Эстония» и «Талурахвалехт» («Крестьянская газета»). Кроме того, в период с начала 1942 года до конца ноября 1943 года на советской территории было издано 190 наименований листовок общим тиражом 14 млн экз., которые были распространены на оккупированной территории республики с самолётов и другими способами.
В начале мая 1943 года на территории Эстонии была выпущена первая печатная листовка, посвященная 600-летней годовщине восстания эстонцев в ночь на Юрьев день. Всего, по неполным данным, за период оккупации эстонские советские партизаны выпустили не менее 31070 листовок и не менее 1410 сводок Совинформбюро.
В период с февраля по июнь 1944 года на оккупированной территории эстонскими советскими партизанами выпускалась газета «Tasuja» («Мститель»).
Информационная работа строилась с учётом противодействия антисоветской пропаганде противника.